# Cañada de Luciano
La Cañada de Luciano  es un pequeño curso de agua uruguayo, ubicado en el departamento de Cerro Largo, perteneciente a la cuenca hidrográfica de la Cuenca de la laguna Merín. Nace en la Cuchilla Cambota, y desemboca en el arroyo de Santos.